# Trophy Club (Texas)
Trophy Club es un pueblo ubicado en el condado de Denton en el estado estadounidense de Texas. En el Censo de 2010 tenía una población de 8024 habitantes y una densidad poblacional de 778,41 personas por km².

## Geografía
Trophy Club se encuentra ubicado en las coordenadas 33°0′5″N 97°11′44″O / 33.00139, -97.19556. Según la Oficina del Censo de los Estados Unidos, Trophy Club tiene una superficie total de 10.31 km², de la cual 10.22 km² corresponden a tierra firme y (0.85%) 0.09 km² es agua.

## Demografía
Según el censo de 2010, había 8024 personas residiendo en Trophy Club. La densidad de población era de 778,41 hab./km². De los 8024 habitantes, Trophy Club estaba compuesto por el 91.33% blancos, el 1.88% eran afroamericanos, el 0.5% eran amerindios, el 3.53% eran asiáticos, el 0.02% eran isleños del Pacífico, el 1.33% eran de otras razas y el 1.41% pertenecían a dos o más razas. Del total de la población el 6.36% eran hispanos o latinos de cualquier raza.